# Cristiane
Cristiane (* 15. Mai 1985 in Osasco; bürgerlich Cristiane Rozeira de Souza Silva) ist eine brasilianische Fußballspielerin. Sie spielt derzeit für den Santos FC.

## Werdegang
Cristiane trat 1995 in eine Fußballschule ein und spielte zunächst bei den lokalen Vereinen São Bernardo und Atlético Juventus in São Paulo. Sie debütierte im Alter von 15 Jahren für die U-19-Auswahl Brasiliens und nahm sowohl an der U-19-Weltmeisterschaft 2002 in Kanada, als auch an der U-19-Weltmeisterschaft 2004 in Thailand teil; in beiden Turnieren belegte Brasilien jeweils den vierten Platz.
Ihr erstes A-Länderspiel bestritt sie am 25. April 2003 beim 3:0 gegen Peru bei der Südamerikameisterschaft in Lima. Zwei Tage später erzielte sie ihr erstes Länderspieltor zum 12:0-Endstand gegen Kolumbien, womit sich Brasilien für die WM 2003 qualifizierte. Bei den Panamerikanischen Spielen 2003 erzielte sie im Finale in der Nachspielzeit den 2:1-Siegtreffer für Brasilien gegen die kanadische U-23-Mannschaft. Bei der anschließenden WM wurde sie in den vier Spielen jeweils eingewechselt, blieb aber ohne Torerfolg und schied mit der Mannschaft gegen den späteren Vizeweltmeister Schweden aus.
Ihr internationaler Durchbruch gelang Cristiane im Verlauf des olympischen Fußballturniers in Athen 2004, als sie mit der Seleção erst im Finale den USA unterlag und mit der olympischen Silbermedaille den bis dahin größten internationalen Erfolg Brasiliens feiern konnte. Als persönlichen Erfolg verbuchte sie dabei mit fünf Toren den Gewinn der Torjägerkanone.
In der Winterpause 2004/05 wechselte Cristiane von Atlético Juventus zum deutschen Bundesligisten 1. FFC Turbine Potsdam und war damit die erste Brasilianerin in der Bundesliga. In der Saison 2005/06 wurde sie mit Potsdam deutsche Meisterin und Pokalsiegerin, allerdings konnte sie sich im Verein nie richtig durchsetzen. In der darauf folgenden Spielzeit wechselte sie zum VfL Wolfsburg und schoss in der Saison 2006/07 insgesamt sieben Tore, jedoch hatte sie auch dort Probleme sich mit der Spielweise in Deutschland zurechtzufinden. Im Sommer 2007 verlängerte sie ihren Vertrag in Wolfsburg nicht und kehrte zunächst nach Brasilien zurück, um den dort neu geschaffenen Frauen-Pokalwettbewerb zu unterstützen.
Cristiane gewann bei der Südamerika-Meisterschaft 2006 mit 12 Toren die Torjägerkrone, auch wenn Brasilien, das lediglich mit einer geschwächten Mannschaft anreiste, nach vier Titeln in Folge zum ersten Mal nur Platz zwei hinter Argentinien belegte. Im Jahr 2007 verhalf sie Brasilien mit acht Treffern zur Goldmedaille bei den Panamerikanischen Spielen vor heimischer Kulisse. Dabei besiegte die Seleção im Finale die U-20-Auswahl der USA vor 68.000 Zuschauern im Maracanã in Rio de Janeiro.
Während der Weltmeisterschaft 2007 konnte Cristiane erneut auf sich aufmerksam machen und wurde zur drittbesten Spielerin des Turniers gewählt. Sie erzielte fünf Tore und war zweitbeste Torschützin ihres Teams neben ihrer Sturmpartnerin, der Weltfußballerin Marta. Brasilien erreichte zum ersten Mal das Endspiel der Weltmeisterschaft der Frauen, unterlag dort jedoch der deutschen Auswahl. Bei der Wahl zur FIFA-Weltfußballerin des Jahres 2007 belegte Cristiane den dritten Platz.
Im Februar 2008 unterschrieb Cristiane einen fünfmonatigen Vertrag beim schwedischen Erstligisten Linköpings FC. In ihren 14 Ligaspielen für den Verein schoss sie sechs Tore. Bei den Olympischen Spielen 2008 in Peking gewann sie nach 2004 erneut die Silbermedaille. Nach einem Halbfinalsieg gegen den amtierenden Weltmeister Deutschland, unterlag Brasilien wie schon 2004 in Athen im Finale den USA. Cristiane wurde mit fünf Treffern Torschützenkönigin. Am Ende des Jahres belegte sie bei der Wahl zur Weltfußballerin erneut den dritten Platz.
Nach den Olympischen Spielen wechselte Cristiane zurück nach Brasilien und spielte für Corinthians in São Paulo. Nachdem sie Interesse bekundet hatte, in der neu gegründeten Profiliga Women’s Professional Soccer in den USA zu spielen, gingen die Rechte mit ihr in Verhandlungen zu treten im Zuge des Drafts an den Verein Chicago Red Stars. Am 27. Februar 2009 unterzeichnete Cristiane bei den Chicagoern einen Vertrag. Noch im selben Jahr wechselte sie jedoch zurück nach Brasilien zu Santos FC.

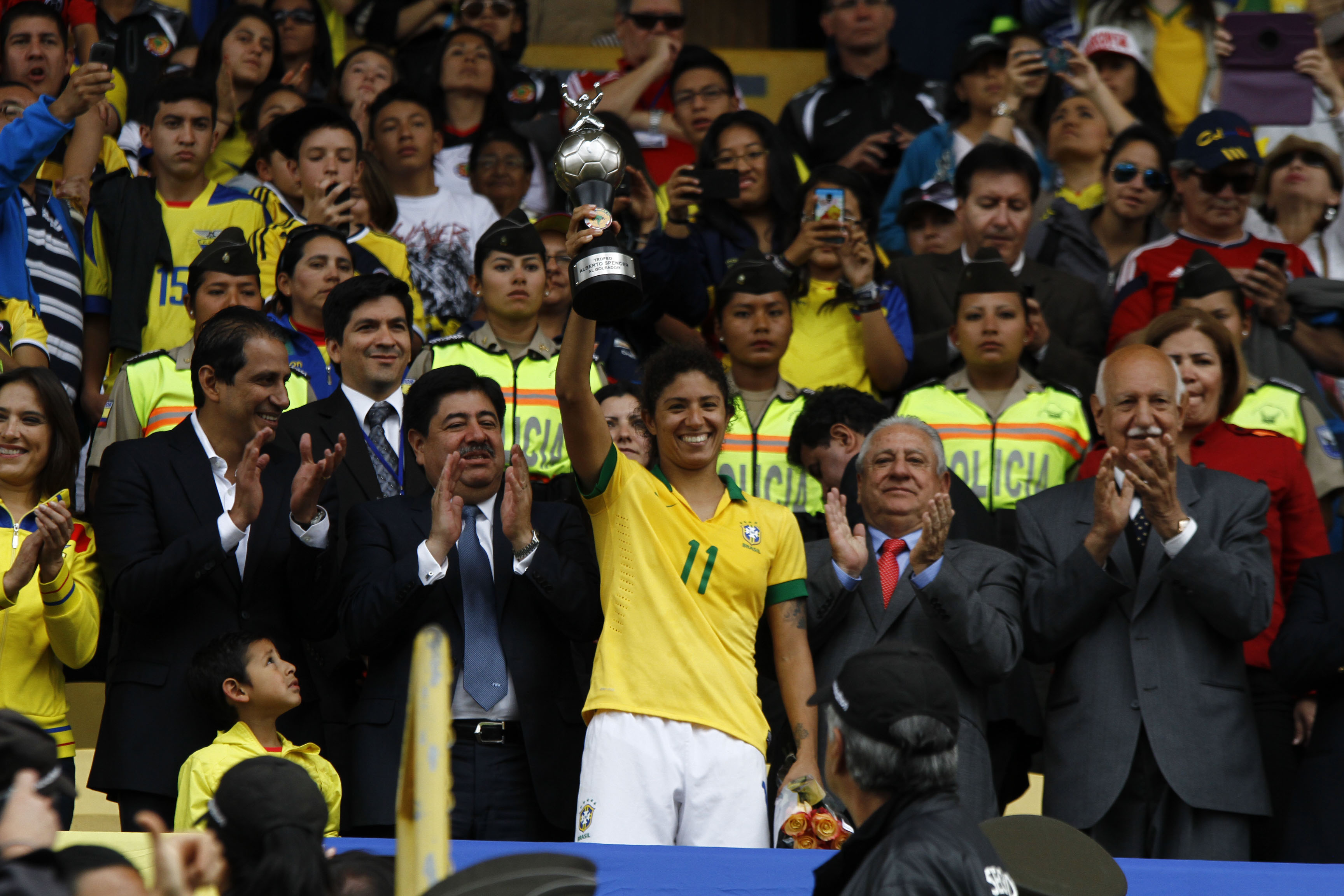
Cristiane 2014 mit dem Pokal der Torschützenkönigin der Copa América Femenina

Cristiane vertrat die Brasilianische Fußballnationalmannschaft der Frauen bei der Fußball-Weltmeisterschaft der Frauen 2011 in Deutschland zum dritten Mal. Dort schoss sie insgesamt zwei Tore und kam mit ihrer Mannschaft bis in das Viertelfinale. Nach der Weltmeisterschaft wechselte sie zum russischen Meister FK Rossijanka. 2013 wechselte sie in ihre Heimat zu AD Centro Olímpico.
Am 14. September 2014 machte sie bei der Copa América Feminina ihr 100. Länderspiel und erzielte dabei zwei Tore zum 4:1-Sieg gegen Paraguay. Mit insgesamt sechs Toren wurde sie Torschützenkönigin des Turniers und hatte damit maßgeblichen Anteil an der Qualifikation für die WM 2015 in Kanada.
Aufgrund einer Schulterverletzung konnte sie dann aber nicht für den Algarve-Cup 2015 berücksichtigt werden, an dem Brasilien erstmals teilnahm. Cristiane gehörte zum brasilianischen Kader für die WM 2015 und wurde in drei Spielen eingesetzt, schied aber im Achtelfinale gegen Australien aus. Nach dieser WM unterschrieb sie einen Vertrag beim französischen Erstdivisionär Paris Saint-Germain. Zunächst nahm sie mit Brasilien aber noch an den Panamerikanischen Spielen 2015 teil, bei denen sie zum dritten Mal die Goldmedaille gewann und mit sieben Toren – davon fünf beim 7:1 gegen Ecuador – Torschützenkönigin wurde.
In der UEFA Women’s Champions League 2015/16 erzielte sie in den beiden Sechzehntelfinalspielen gegen CFF Olimpia Cluj fünf Tore und ist damit bisher beste Torschützin der Pariserinnen.
Gemäß den im Arquivo da Seleção Brasileira Feminina gelisteten Aufstellungen wurde sie in 151L änderspielen eingesetzt, in denen sie 96 Tore erzielte. In ihrem FIFA-Profil zur WM 2019 werden 142 Spiele und 93 Tore (inkl. der Spiele und Tore bei der WM 2019) genannt. Danach kamen noch acht Spiele hinzu, wodurch sie auch nach FIFA-Zählung 151 Spiele bestritten hat.
Für die WM 2023 wurde sie von Pia Sundhage nicht nominiert. Nach dem Vorrundenaus bei der WM und dem Trainerwechsel wurde sie vom neuen Nationaltrainer Arthur Elias wieder für ein Trainingslager im September 2023 nominiert. Am 28. Oktober 2023 stand sie beim Freundschaftsspiel gegen Kanada in der Startelf, wurde aber zur zweiten Halbzeit ausgewechselt.

## Erfolge

### Nationalmannschaft
- Vizeweltmeisterschaft 2007
- Goldmedaille bei den Panamerikanischen Spielen 2003, 2007 und 2015
- Silbermedaille bei den Olympischen Spielen 2004 und 2008
- Südamerikameisterschaft 2003, 2010, 2014 und 2018

### Vereinswettbewerbe
- Copa Libertadores Femenina: 2009, 2010
- Brasilianische Meisterschaft: 2013
- Brasilianischer Pokal: 2009
- Staatsmeisterschaft von Rio de Janeiro: 2024
- Staatspokal von São Paulo: 2020
- Deutsche Meisterschaft: 2006
- UEFA-Women’s-Cup-Siegerin 2005

### Auszeichnungen
- 3. Platz bei der Wahl zur FIFA-Weltfußballerin des Jahres 2007, 2008
- Drittbeste Spielerin bei der Weltmeisterschaft 2007
- Torschützenkönigin bei der Südamerika-Meisterschaft 2006 und 2014
- Torschützenkönigin der brasilianischen Série A1: 2022 (13 Tore)
- Zweitbeste Torschützin bei der Südamerika-Meisterschaft 2010
- Torschützenkönigin bei den Olympischen Spielen 2004 (zusammen mit Birgit Prinz) und 2008
- Torschützenkönigin bei den Panamerikanischen Spielen 2015
- Mit bisher 12 Toren Rekordtorschützin bei Olympischen Spielen

## Privates
Seit August 2020 ist Cristiane mit der brasilianischen Rechtsanwältin Ana Paula Garcia Silva verheiratet.